# موسى الثاني
موسى بن عبد الله بن موسى بن عبد الله بن الحسن بن الحسن بن علي بن أبي طالب الهاشمي القرشي، يكنى أبا عمر ويقال لذريته الموسويون وهم أحد طبقات الحسنيين، وكان هو أحد أعيان العلويين من بني هاشم ورواة الحديث، روى عنه عمر بن شبة والزرقي ويحيى بن الحسن بن جعفر العلوي، وكان مقتله في خلافة الخليفة العباسي أبو إسحاق محمد المهتدي بالله سنة 256 هـ وقيل سنة 250 هـ وقيل سنة 255 هـ قرب الكوفة في العراق.

## حياته

### نسبه
موسى الثاني بن عبد الله الرضى بن موسى الجون بن عبد الله المحض بن الحسن المثنى بن الحسن بن علي بن أبي طالب الهاشمي القرشي.

### أبناءه
له من الأولاد المعقبين بالاتفاق عشرة: 
- محمد الأكبر، وهو جد أمراء مكة.
- إدريس وكان رئيسا ببادية ينبع،
- علي الأصغر
- صالح الأعور
- يوسف الخزف
- الحسن
- أحمد
- يحيى النقبب العابد
- داود، وهو أمير وشريف شرافة مكة في الحجاز.
- محمد الأصغر الأعرابي الثائر.